# Jenny Weggen
Jenny Weggen (* 6. April 1982 in Hamburg) ist eine deutsche Politikerin (Bündnis 90/Die Grünen Hamburg).

## Leben
Jenny Weggen legte ihr Abitur 2001 am Heilwig-Gymnasium in Hamburg ab und begann ein Studium an der Universität Hamburg in den Bereichen Soziologie, Politikwissenschaften, Geschichtswissenschaft und Spanisch, das sie 2009 als Diplom-Soziologin abschloss. Während des Studiums machte sie ein Auslandssemester in Santiago de Chile. Sie promovierte 2016 im Bereich Emotions- und Organisationssoziologie mit dem Schwerpunkt Non-Profit-Organisationen.

## Politik
Bereits an der Universität Hamburg war Jenny Weggen politisch aktiv und 2003/2004 Vorsitzende des Allgemeinen Studierendenausschusses (AStA). Von September 2006 bis Mai 2008 war sie für die GAL Mitglied der Bezirksversammlung in Eimsbüttel, wo sie am Ende auch das Amt der stellvertretenden Vorsitzenden übernahm.
Mitglied der Hamburgischen Bürgerschaft war sie seit dem 7. Mai 2008. Zur Bürgerschaftswahl in Hamburg 2008 kandidierte sie für den Wahlkreis Rotherbaum – Harvestehude – Eimsbüttel-Ost, konnte aber den direkten Einzug nicht schaffen. Sie war im Mai dann aber für Till Steffen nachgerückt, der zu diesem Zeitpunkt Justizsenator und Präses der Justizbehörde der Freien und Hansestadt Hamburg wurde. Innerhalb des Parlaments saß sie für ihre Fraktion im Gesundheitsausschuss und Wissenschaftsausschuss und war Vorsitzende des Umweltausschusses. Zudem war sie für die GAL in der Bürgerschaft Fachsprecherin für die Bereiche Umwelt und Verbraucherschutz. Nach dem Scheitern der Koalition musste sie wieder für Till Steffen weichen und trat bei der folgenden Wahl nicht erneut an.
Am 24. Juni 2017 kandidierte Weggen als Beisitzerin des Landesvorstands und wurde mit 72,48 Prozent der abgegebenen Stimmen gewählt.